# Russische Poolbillard-Meisterschaft 2018
Die russische Poolbillard-Meisterschaft 2018 war ein Poolbillardturnier, das vom 5. bis 9. November 2018 im SBS Moskwitsch in der russischen Hauptstadt Moskau ausgetragen wurde. Ermittelt wurden die nationalen Meister in den Disziplinen 8-Ball, 9-Ball, 10-Ball und 14/1 endlos.
Erfolgreichster Spieler war Andrei Seroschtan. Der 23-Jährige, der im Vorjahr erstmals russischer Meister geworden war, gewann im 8-Ball-Finale gegen Sergei Luzker (8:6) und setzte sich im 9-Ball gegen Konstantin Stepanow durch, nachdem er im 10-Ball als Titelverteidiger im Halbfinale gegen Stepanow ausgeschieden war. Die weiteren Goldmedaillen sicherten sich Fjodor Gorst und Ilja Neklejenow, für den es der erste nationale Titel war.
Vier Spielerinnen gewann jeweils einen Titel. Am besten schnitt dabei Natalja Subzowa ab, die dreimal ins Endspiel einzog. Nachdem sie im 14/1 endlos mit 62:75 gegen Walerija Truschewskaja verlor und sich im 10-Ball Anastassija Netschajewa mit 4:6 geschlagen geben musste, gewann sie im 8-Ball mit 6:5 gegen Walerija Truschewskaja. Den abschließenden 9-Ball-Wettbewerb gewann Dina Fatychowa durch einen 7:3-Finalsieg gegen Anastassija Netschajewa. Kristina Tkatsch, die in allen vier Disziplinen Titelverteidigerin war, nahm nicht teil.

## Medaillengewinner
| Wettbewerb           | Gold                    | Silber                  | Bronze                 |
| -------------------- | ----------------------- | ----------------------- | ---------------------- |
| Herren – 14/1 endlos | Ilja Neklejenow         | Witali Pawluchin        | Stanislaw Sokolow      |
| Herren – 14/1 endlos | Ilja Neklejenow         | Witali Pawluchin        | Iljas Chairullin       |
| Herren – 10-Ball     | Fjodor Gorst            | Konstantin Stepanow     | Sergei Luzker          |
| Herren – 10-Ball     | Fjodor Gorst            | Konstantin Stepanow     | Andrei Seroschtan      |
| Herren – 8-Ball      | Andrei Seroschtan       | Sergei Luzker           | Jegor Trifonow         |
| Herren – 8-Ball      | Andrei Seroschtan       | Sergei Luzker           | Dmitri Schkudow        |
| Herren – 9-Ball      | Andrei Seroschtan       | Konstantin Stepanow     | Ilja Neklejenow        |
| Herren – 9-Ball      | Andrei Seroschtan       | Konstantin Stepanow     | Fjodor Gorst           |
| Damen – 14/1 endlos  | Walerija Truschewskaja  | Natalja Subzowa         | Dina Fatychowa         |
| Damen – 14/1 endlos  | Walerija Truschewskaja  | Natalja Subzowa         | Darja Sirotina         |
| Damen – 10-Ball      | Anastassija Netschajewa | Natalja Subzowa         | Walerija Truschewskaja |
| Damen – 10-Ball      | Anastassija Netschajewa | Natalja Subzowa         | Dina Fatychowa         |
| Damen – 8-Ball       | Natalja Subzowa         | Walerija Truschewskaja  | Darja Sirotina         |
| Damen – 8-Ball       | Natalja Subzowa         | Walerija Truschewskaja  | Olga Mitrofanowa       |
| Damen – 9-Ball       | Dina Fatychowa          | Anastassija Netschajewa | Walerija Truschewskaja |
| Damen – 9-Ball       | Dina Fatychowa          | Anastassija Netschajewa | Jekaterina Schtepa     |